# ハロップ (航空機)
ハロップ (航空機)
ハロップ（2013年パリ航空ショー）
- 用途：無人攻撃機 (徘徊型兵器)
- 分類：無人攻撃機
- 製造者：イスラエル・エアロスペース・インダストリーズ
- 原型機：ハーピー (航空機)

ハロップ（またはハーピー2）は、イスラエル・エアロスペース・インダストリーズ（IAI）のMBT部門が開発した徘徊型兵器である。これは、自律的に電波放射に目掛けて進める対レーダー無人航空機（ドローン）である。敵防空網制圧（SEAD）に最適化されたこの徘徊型兵器は、戦場を徘徊飛行し、目標に自爆攻撃するように設計されている。このドローンは、その対レーダー誘導システムを使用して完全に自律的に動作するか、人間参加型モードを取ることができる。目標と交戦中でない場合は、ドローンは基地に戻って自ら着陸することになる。
ステルス（低観測性）によりレーダー反射を最小限に抑えるように設計されている。（レーダー反射断面積が小さい）小型ドローンが、はるかに大型の航空機を標的にしたり、固定軌道ミサイルの迎撃用に設計されたSAMやレーダー探知システムを回避できるため、この対レーダードローンは、第一線で敵の防空システムを標的にするように設計されている。

## 概要
ハロップは、偵察（飛行）時間が9時間、航続距離が 200kmである。これはハーピーの大型版で、地上または海上のキャニスターから発射されるが、空からの発射にも対応している。ハロップは、完全自律運用もできるが、離れたオペレーターが制御する人間参加型モードを取ることもできる。ハロップには2つの誘導モードがある。対レーダー誘導システムを使って自ら電波放射に向かう方法と、オペレーターが電気光学センサーで検出した静止目標や移動目標を選択する方法である。後者のモードでは、現在稼働停止中でドローンが自動で向かうための電波を発していないレーダーを攻撃できる。目標と交戦していない場合、ドローンは基地に戻って自ら着陸する。
EOセンサーは、FLIR、カラーCCDを備え、半球を覆域とする。

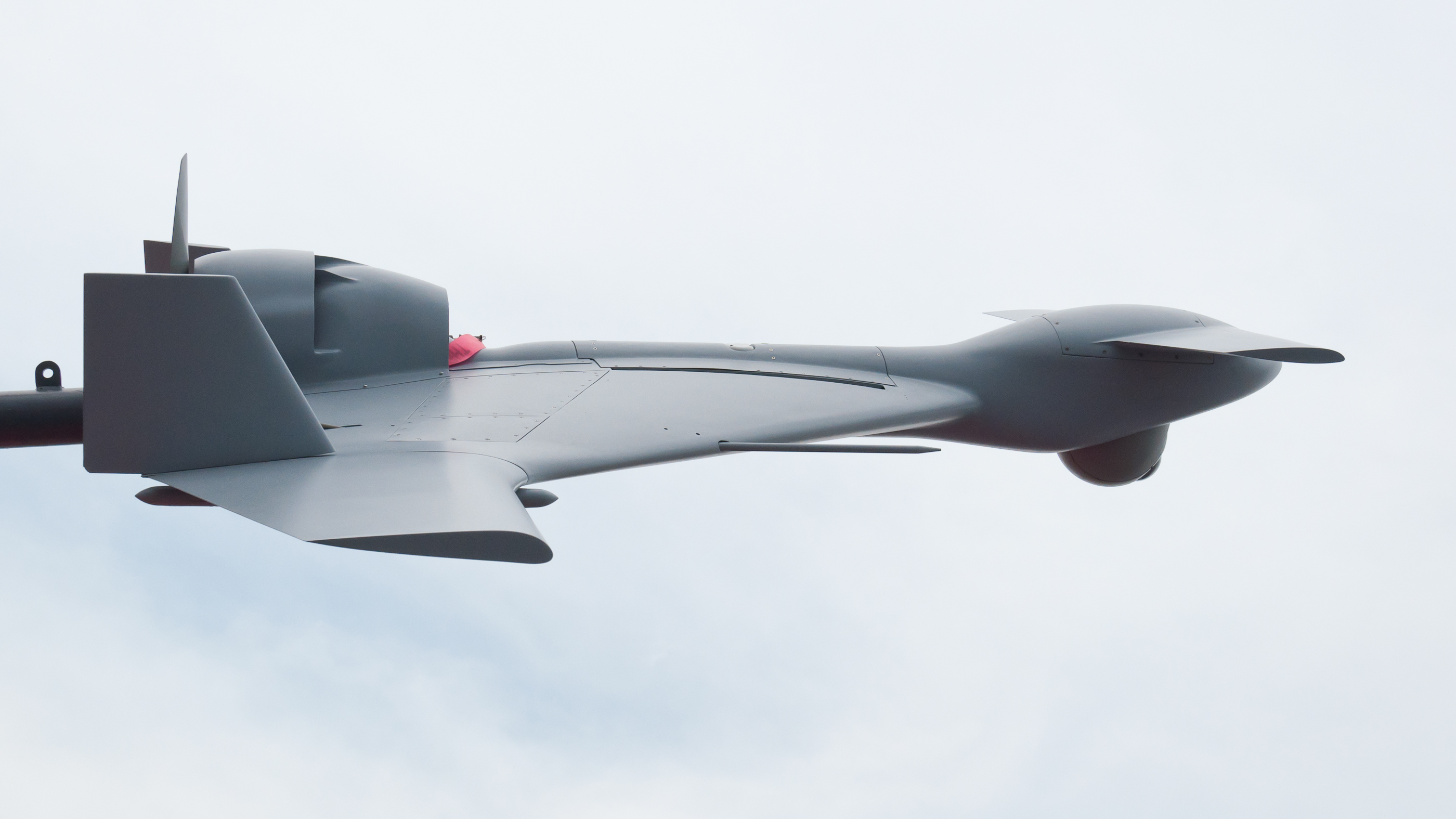
側面

IAIは、より小さな用途用のハロップの小型版を開発しており、2015年に発表予定である。小型のハロップは、サイズが5分の1になり、3-4kgの軽量な弾頭を持つことになる。より安価で、2-3時間の短い航続時間を持ち、緊急を要する目標や隠れて再登場する目標に対して戦術的に使用されるだろう。

## 歴史
2005年にはトルコがハロップのローンチカスタマーとなった可能性がある。2005年10月、MBDAはハロップを（ホワイトホークの名称で）イギリス国防省に提出し、同省の徘徊型兵器能力実証（LMCD）プログラム（別名 ファイア・シャドウ）のシステムとして検討された。ハロップは最終候補の一つに選ばれたが、イギリス国防省が契約をイギリスのチームにすることを決定したため、却下された。
2007年8月、インド政府は8-10機のハロップシステムの購入交渉を行った。2009年9月、インド空軍はハロップシステムを「最大10機のドローン」まで1億ドルの取引で購入すると発表した。ハロップは2009年のエアロ・インディアショーに先駆けて、インドで初めて世界に向けて公開された。2019年2月、インド空軍は、P-4と改名した約110機に、さらに54機のハロップドローンの追加を決定した。
2018年4月、アゼルバイジャン陸軍が製作した映画の中でIAIシステム、とくにハロップ徘徊型兵器システムが見られた。このことから、アゼルバイジャン陸軍へのイスラエル兵器の供給に関して、アルメニア政府からの批判があった。
2020年ナゴルノ・カラバフ紛争におけるハロップの有効性をヒクメット・ハジエフが絶賛した。
2022年9月、日本政府が導入を計画する「攻撃型無人機」の候補にハロップが挙がっている。

## 運用記録
2016年4月のナゴルノ・カラバフ紛争でアゼルバイジャンが初めて戦闘に使用した。アゼルバイジャンが運用するハロップ無人機は、アルメニア人兵士を前線に輸送しているバスの破壊に使用された。また、徘徊する無人機は、アルメニア人の司令部の破壊にも使用されたと報じられている。イスラエル国防軍のハロップは、2018年5月10日にシリアの防空用SA-22パーンツィリの破壊にも貢献している。また、2020年ナゴルノ・カラバフ紛争でアゼルバイジャン空軍にも使用された。

## 運用者
- アゼルバイジャン[14][19]
- ドイツ[20]
- インド[21]
- イスラエル
- モロッコ - モロッコ国内でライセンス生産されると報じられている[22]。
- トルコ

## 仕様
出典：Israel special - IAI's Harop ups the stakes on SEAD missions、IAI ウェブサイト
- 乗務員：0
- 長さ：2.5 m (8 ft 2 in)
- 全幅：3.00 m (9 ft 10 in)
- RCS：<0.5m2

性能
- 通信範囲：200 km
- 航続距離：200 km (110 mi, 120nmi)
- 航続時間：9 時間
- 最高速度：417 km/h (225 kt)
- 最大高度：4,572 m (15,000 ft)

兵装
- 23 kg 弾頭